# اقامتگاه پرشین دیزنی

کارت‌پستال اقامتگاه پرشین دیزنی

اقامتگاه پرشین دیزنی به انگلیسی:(Resort Persian Disney) هتلی بود که توسط Disney world (دیزنی) در بیونا ویستا فلوریدا طراحی شده بود اما به دلیل بحران نفتی در سال ۱۹۷۳ میلادی این پروژه همرا ونیز توچال و دیرنی آسیا لغو شد. فرم‌های مربوط به این پروژه در سال ۱۹۷۸ نشان داد که شاه ایران، محمدرضا شاه پهلوی پیشنهاد بودجه ساخت و بهره‌برداری پروژه را تأمین خواهد کرد اما پس از انقلاب جمهوری اسلامی ایران، این پروژه تا اکنون به فراموشی سپرده شده است. این تفرجگاه قرار بود در سواحل دریای خلیج کالیفورنیا در خود دیزنی لند واقع شود و نه تالاب هفت دریایی مانند سایر استراحتگاه‌ها. طرح کشی‌های اولیه می‌توانستند از طریق Tomorrowland در Magic Kingdom به اوج خود برسند.